# 程志
程志（Cheng Zhi）是美國電視連續劇《24》的一個角色。在剧中，他是中華人民共和國駐洛杉磯總領事館保安主管以及一名特工。
程志於第四季擔任中華人民共和國駐洛杉磯領事館保安主管。當時館內有一名名為李忠的中國核武專家躲避。由於李中涉嫌協助恐怖份子進行襲擊，美國政府要求中國外交部交出該人協助調查。由於美方不滿中方未能盡快交出疑犯，所以美國政府秘密批准反恐局（CTU）闖入領事館作出拘捕。於行動中，中國駐洛衫磯總領事被館內保安的流彈擊斃。程志其後對事件展開調查，並在圣迭戈拘捕其中一名參與行動的探員，並知悉帶領闖入中國領事館的探員是包智傑。
第五季，上午6時49分，程志的手下秘密地拘捕了包智傑，並送上中國貨船光彩号。程志向鮑志傑說「我們不會殺你，因為你太過有價值。」
第六季，程志代表中國政府將獲釋放的包智傑押回美國。其後，程志以包智傑的女友榮安慈，來要脅包智傑交出俄羅斯手提箱式核武器內的電路板。之后程志组织了对洛杉矶反恐中心CTU的袭击，以获得傑克的侄子约瑟华，和傑克的父亲菲利普·鮑爾交换，来让后者帮助他们修理电路板。但这个交易因为CTU的干涉而没有成功。最后，程志被CTU逮捕，不过还大声喊道“我们的人民不会像你们抛弃傑克·鮑爾一样不管我。”
第九季，程志從中國監獄逃走後，認為中國已把他抛棄於是與俄羅斯合作並給予資金倫敦黑客組織首腦阿德里安開發能入侵任何國家國防系統的超馳裝置 程志發現阿德里安企圖將裝置分享全世界 於是把阿德里安槍殺 並脅持岳高蓮 程志利用超馳裝置向美國核潛艇發出偽造開火指令，導致中國航母沈陽號被擊沉 從而挑起中國和美國的戰爭 在程志準備逃離英國過程中，指示狙擊手脅持榮安慈 雖然CIA成功解決狙擊手 但程志早已埋伏另一個槍手，榮安慈被槍殺，包智傑得知榮安慈身亡消息後，像第八季中喪失理智，包智傑用武士刀逼程志說出自己身分向中國表明程志仍在生 阻止美國和中國的戰爭 最後包智傑因榮安慈的死向程志報復 以武士刀把程志的頭斬下